# ناشکیبا
 ناشکیبا نام یکی از آلبوم‌های موسیقی همایون شجریان با آهنگسازی اردشیر کامکار می‌باشد که در تاریخ ۳۱ اردیبهشت ۱۳۸۳ توسط دل آواز منتشر شد. این آلبوم در سبک سنتی ایرانی و شامل ۸ عدد قطعه موسیقی می‌باشد که ترانه‌های آن توسط مولانا و سعدی و حافظ و فریدون مشیری سروده شده است.

## دربارهٔ آلبوم
آلبوم «ناشکیبا» ساخته «اردشیر کامکار» نخستین آلبومی است که همایون شجریان به‌طور مستقل آن را خوانده است؛ هرچند که این اثر پس از انتشار آلبوم «نسیم وصل» به بازار نشر راه یافت. ناشکیبا سال ۱۳۸۳ توسط مؤسسه دل آواز منتشر شده است. تا این سال این آلبوم تنها مستقلی است که طی آن اردشیر کامکار، کار آهنگسازی برای خواننده انجام داده و بررسی ساخته‌های او نشان می‌دهد که بیشتر آثار وی شامل کارهایی هستند که برای کمانچه یا ارکستر، بدون حضور خواننده نوشته است.
آلبوم «ناشکیبا» در تطابق با ردیف دستگاهی موسیقی ایران، از هنری‌ترین و اصیل‌ترین آثار همایون شجریان به‌شمار می‌رود. مواردی چون گنجاندن ساز و آواز مفصل و کامل در دستگاه شور همراه با سنتور، پرداختن آگاهانه به ریشه‌های موسیقی اصیل ایرانی است. در سال ۱۳۸۳ همایون شجریان به همراه این آلبوم، آلبوم «شوق دوست» را نیز منتشر کرد.
تصویر روی جلد آلبوم توسط محمدرضا شجریان گرفته شده و طراحی آن توسط مژگان شجریان انجام شده است.

## قطعات آلبوم
«می عشق»، «چه دانستم» و «پنهان چودل» «ناشکیبا-ساز و آواز شور»، «داغ دوستی- ساز و آواز دشتی» و «زهر شیرین»، «رقص چوب» و «هامون» از قطعات این آلبوم است.
در قطعه «ناشکیبا» اردوان کامکار و در قطعه «داغ دوستی» اردشیر کامکار همنواز آواز هستند. آهنگسازی تصنیف «پنهان چو دل» ساخته همایون شجریان متأثر از موسیقی خراسان و آهنگسازی قطعه «رقص چوب» براساس نغمه‌های خراسانی است. ضبط و میکس دو قطعه «می عشق» و «پنهان چو دل» توسط ریموند موسسیان و تدوین و مسترینگ دیجیتال آلبوم توسط ریموند موسسیان و همایون شجریان صورت گرفته است. همچنین در این آلبوم اردوان کامکار ضبط صدا را انجام داده و اردشیر کامکار ناظر ضبط بوده است.
| شماره | نام                           | سراینده      | آهنگساز                     | مدت   |
| ----- | ----------------------------- | ------------ | --------------------------- | ----- |
| ۱.    | «چه دانستم» (تصنیف)           | مولانا       | اردشیر کامکار               | ۰۷:۲۵ |
| ۲.    | «ناشکیبا» (ساز و آواز شور)    | سعدی         | اردوان کامکار (همنواز آواز) | ۱۳:۴۲ |
| ۳.    | «می عشق» (تصنیف)              | حافظ         | اردشیر کامکار               | ۰۶:۲۱ |
| ۴.    | «هامون» (بی‌کلام)              |              | اردشیر کامکار               | ۰۶:۰۴ |
| ۵.    | «زهر شیرین» (آواز)            | فریدون مشیری | اردشیر کامکار               | ۰۵:۴۲ |
| ۶.    | «داغ دوستی» (ساز و آواز دشتی) | سعدی         | اردشیر کامکار (همنواز آواز) | ۰۷:۱۸ |
| ۷.    | «پنهان چو دل» (تصنیف)         | مولانا       | همایون شجریان               | ۰۸:۰۳ |
| ۸.    | «رقص چوب» (رنگ)               |              | اردشیر کامکار               | ۰۵:۱۳ |

## نوازندگان
. . . سوای اینکه فراگیری کمانچه را دنبال می‌کرد، ما با هم دوست هم بودیم. گروهی تشکیل دادیم که همه جوان بودند. در آن آلبوم تصنیفی را کار کرده بودم که روی شعر ملک‌الشعرای بهار تنظیم شده بود و به لهجه خراسانی بود. آن را خاطرم هست، چون استاد محمدرضا شجریان شعرش را خوانده بود و اخیراً در آلبوم خراسانیات هم منتشر شد. یک شعر از حافظ هم بود. گل در بر و می‌در کف و معشوق به کام است. بخش شور آوازها را هم قرار گذاشتیم اردوان کامکار همراهش بنوازد و بخش دشتی را هم خودم نواختم.

گفت‌وگو با اردشیر کامکار دربارهٔ همکاری‌اش با همایون شجریان و آلبوم «ناشکیبا»
| ساز    | نوازنده                                     |
| ------ | ------------------------------------------- |
| عود    | ارسلان کامکار، شهرام غلامی، سعید نایب محمدی |
| دف     | اردشیر کامکار                               |
| آلتو   | شروین مهاجر                                 |
| تار    | تهمورس پورناظری، ارژنگ سیفی زاده            |
| کمانچه | سینا جهان‌آبادی، شروین مهاجر                 |
| تمبک   | کامبیز گنجه ای                              |
| دایره  | اردشیر کامکار                               |
| طبل    | اردشیر کامکار                               |
| سنتور  | اردوان کامکار                               |